# 400 mètres masculin aux Jeux olympiques d'été de 2000 (athlétisme)
Navigation
Atlanta 1996 Athènes 2004
L'épreuve du 400 mètres masculin aux Jeux olympiques de 2000 s'est déroulée du 22 au 25 septembre 2000 au Stadium Australia de Sydney, en Australie.  Elle est remportée par l'Américain Michael Johnson.

## Résultats

### Finale
| Rang               | Athlète             | Pays           | Temps   | Note |
| ------------------ | ------------------- | -------------- | ------- | ---- |
| Médaille d'or      | Michael Johnson     | États-Unis     | 43 s 84 |      |
| Médaille d'argent  | Alvin Harrison      | États-Unis     | 44 s 40 |      |
| Médaille de bronze | Gregory Haughton    | Jamaïque       | 44 s 70 | SB   |
| 4                  | Sanderlei Parrela   | Brésil         | 45 s 01 |      |
| 5                  | Robert Mackowiak    | Pologne        | 45 s 14 |      |
| 6                  | Hendrik Mokganyetsi | Afrique du Sud | 45 s 26 |      |
| 7                  | Danny McFarlane     | Jamaïque       | 45 s 55 |      |
|                    | Antonio Pettigrew   | États-Unis     | 45 s 42 | DQ   |

#### Demi Finale 1
| Rang | Athlète              | Pays            | Temps   | Note |
| ---- | -------------------- | --------------- | ------- | ---- |
| 1    | Alvin Harrison       | États-Unis      | 44 s 53 | Q    |
| 2    | Michael Johnson      | États-Unis      | 44 s 65 | Q    |
| 3    | Gregory Haughton     | Jamaïque        | 44 s 93 | Q    |
| 4    | Sanderlei Parrela    | Brésil          | 45 s 17 | Q    |
| 5    | Avard Moncur         | Bahamas         | 45 s 18 |      |
| 6    | Piotr Haczek         | Pologne         | 45 s 66 |      |
| 7    | Patrick Dwyer        | Australie       | 45 s 70 |      |
| 8    | Hamdan Odha Al-Bishi | Arabie saoudite | 45 s 98 |      |

#### Demi Finale 2
| Rang | Athlète             | Pays           | Temps   | Note |
| ---- | ------------------- | -------------- | ------- | ---- |
| 1    | Danny McFarlane     | Jamaïque       | 45 s 38 | Q    |
| 2    | Hendrik Mokganyetsi | Afrique du Sud | 45 s 52 | Q    |
| 3    | Robert Mackowiak    | Pologne        | 45 s 53 | Q    |
| 4    | Daniel Caines       | Royaume-Uni    | 45 s 55 |      |
| 5    | Casey Vincent       | Australie      | 45 s 61 |      |
| 6    | Alessandro Attene   | Italie         | 46 s 41 |      |

#### Quart de Finale 1
| Rang | Athlète             | Pays           | Temps   | Note |
| ---- | ------------------- | -------------- | ------- | ---- |
| 1    | Michael Johnson     | États-Unis     | 45 s 31 | Q    |
| 2    | Piotr Haczek        | Pologne        | 45 s 43 | Q    |
| 3    | Avard Moncur        | Bahamas        | 45 s 43 | Q    |
| 4    | Casey Vincent       | Australie      | 45 s 45 | Q    |
| 5    | Éric Milazar        | Maurice        | 45 s 52 |      |
| 6    | Sugath Thilakaratne | Sri Lanka      | 45 s 54 |      |
| 7    | David Canal         | Espagne        | 45 s 54 |      |
| 8    | Arnaud Malherbe     | Afrique du Sud | 45 s 59 |      |

#### Quart de Finale 2
| Rang | Athlète              | Pays            | Temps   | Note |
| ---- | -------------------- | --------------- | ------- | ---- |
| 1    | Davian Clarke        | Jamaïque        | 45 s 06 | Q    |
| 2    | Hamdan Odha Al-Bishi | Arabie saoudite | 45 s 35 | Q    |
| 3    | Danny McFarlane      | Jamaïque        | 45 s 40 | Q    |
| 4    | Ibrahima Wade        | France          | 45 s 61 |      |
| 5    | Davis Kamoga         | Ouganda         | 45 s 74 |      |
| 6    | David Kirui          | Kenya           | 46 s 00 |      |
| 7    | Jun Osakada          | Japon           | 46 s 15 |      |

#### Quart de Finale 3
| Rang | Athlète            | Pays       | Temps   | Note |
| ---- | ------------------ | ---------- | ------- | ---- |
| 1    | Alvin Harrison     | États-Unis | 44 s 25 | Q    |
| 2    | Gregory Haughton   | Jamaïque   | 45 s 08 | Q    |
| 3    | Alessandro Attene  | Italie     | 45 s 35 | Q    |
| 4    | Patrick Dwyer      | Australie  | 45 s 38 | Q    |
| 5    | Dmitriy Golovastov | Russie     | 45 s 66 |      |
| 6    | Christopher Brown  | Bahamas    | 45 s 76 |      |
| 7    | Sofiane Labidi     | Tunisie    | 46 s 01 |      |
| 8    | Jude Monye         | Nigeria    | 46 s 32 |      |

#### Quart de Finale 4
| Rang | Athlète                  | Pays           | Temps   | Note |
| ---- | ------------------------ | -------------- | ------- | ---- |
| 1    | Robert Maćkowiak         | Pologne        | 45 s 01 | Q    |
| 2    | Hendrick Mokganyetsi     | Afrique du Sud | 45 s 15 | Q    |
| 3    | Daniel Caines            | Royaume-Uni    | 45 s 37 | Q    |
| 4    | Sanderlei Parrela        | Brésil         | 45 s 55 | Q    |
| 5    | Marc Raquil              | France         | 45 s 56 |      |
| 6    | Alejandro Manuel Parrela | Mexique        | 45 s 66 |      |
| 7    | Sunday Bada              | Nigeria        | 45 s 83 |      |
| 8    | Ibrahim Ismail Muftah    | Qatar          | 45 s 96 |      |

#### Premier Tour 1
| Rang | Athlète            | Pays                   | Temps   | Note |
| ---- | ------------------ | ---------------------- | ------- | ---- |
| 1    | Avard Moncur       | Bahamas                | 45 s 23 | Q    |
| 2    | Daniel Caines      | Royaume-Uni            | 45 s 39 | Q    |
| 3    | Casey Vincent      | Australie              | 45 s 49 | Q    |
| 4    | Dmitriy Golovastov | Russie                 | 45 s 90 | q    |
| 5    | Takahiko Yamamura  | Japon                  | 46 s 25 |      |
| 6    | Carlos Santa       | République dominicaine | 46 s 40 |      |
| 7    | Piotr Rysiukiewicz | Pologne                | 46 s 67 |      |
| 8    | Gerald Clervil     | Haïti                  | 46 s 69 |      |

## Légende
Records et Performances
- AR : Record continental (area record)
- CR : Record des championnats (championship record)
- MR : Record du meeting (meet record)
- NR : Record national (national record)
- OR : Record olympique (olympic record)
- PR : Record paralympique (paralympic record)
- PB : Record personnel (personal best)
- SB : Meilleure performance personnelle de la saison (season's best)
- WL : Meilleure performance mondiale de l'année (world leader)
- WJR : Record du monde junior (world junior record)
- WR : Record du monde (world record)

Circonstances et Conditions
- DNF : N'a pas terminé (did not finish)
- DNS : N'a pas pris le départ (did not start)
- DQ : Disqualification (disqualification)
- NM : Aucun essai valable enregistré (No Mark)
- Q : Qualifié « directement » au prochain tour (ou à la prochaine compétition), lors d'une compétition majeure, grâce au classement ou à la réalisation des minima (automatic qualifier)
- q : Qualifié au prochain tour (ou à la prochaine compétition), lors d'une compétition majeure, grâce au repêchage ou à la réalisation de l'une des meilleures performances parmi celles des « non qualifiés directement » (grâce au meilleur temps ou à la meilleure distance par exemple) (secondary qualifier)